# ’t Rijpje
’t Rijpje (Westfriesisch: Roipie) ist ein Dorf in der Gemeinde Schagen, in der Provinz Noord-Holland, in den Niederlanden. Es ist ein typisches Straßendorf, mit vielen landwirtschaftlichen Betrieben.
Frühere Namen waren Rijpwetering, Rijpke oder Rijp. Im Volksmund war der Name ’t Rijpje schon lange geläufig, während Landkarten, Wegweiser und Ortsschilder bis Ende der 1980er Jahre noch Rijp angaben.
’t Rijpje ist als Bauerschaft eine Untereinheit des Ortes Sint Maarten und gehörte bis 1990 zur gleichnamigen Gemeinde. 1990 wurde Sint Maarten gemeinsam mit Warmenhuizen in die Gemeinde Harenkarspel eingegliedert. Harenkarspel wurde 2013 mit der Gemeinde Schagen zusammengelegt.

## Geschichte und Sehenswürdigkeiten
Rijp bedeutet „Ufer“ oder „Uferrand“. Früher gab es hier eine Warft namens Munnikenwerf, auf der das Kloster Domus Nostra („Unser Haus“) stand.
Das ehemalige Schulgebäude der römisch-katholischen Grundschule steht auf der Denkmalliste der Provinz.

## Lage und Wirtschaft
’t Rijpje liegt am Rijperweg zwischen Tuitjenhorn und Sint Maarten.
In ’t Rijpje gibt es unter anderem ein Gartencenter, ein Autoverwertungsunternehmen, einen Angelsportladen und einen Fahrradladen.